# Tarielasjvili
Tarielasjvili är en georgisk aristokratisk ätt. Efternamnet kan stavas på flera sätt: Tarielashvili, Tarjelaschwili, Tarielasjvili. Tarielasjvili betyder bokstavligen "barn av Tariel". Tariel är den georgiska formen av namnet Darius/Dareios som betyder "rik och kunglig". Tidigast nämns familjen i dokument från år 1693, i dokumentet nämns Mouravi Farsathan Tarielashvili och familjen finns också i listan över den georgiska adeln i den rysk-georgiska texten från fördraget i Georgijevsk från 1783. Genom dekret av Hans kejserliga Majestät Nikolaj II av Ryssland år 1915 blev Tarielashvili furstligt hus i staden Tambov. 

## Galleri

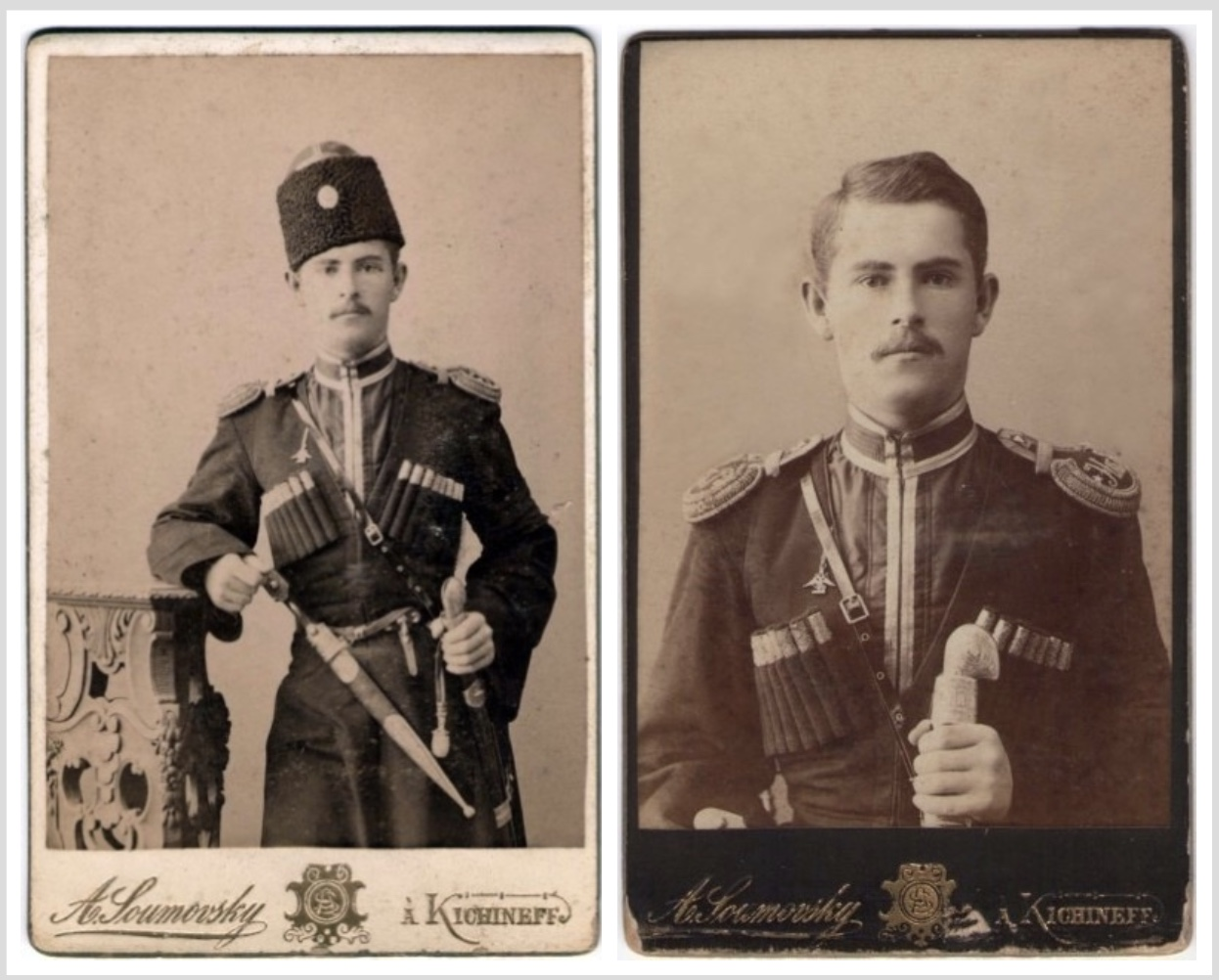
Aristokrat och löjtnant Tarielashvili Georgi Nikolajevich.
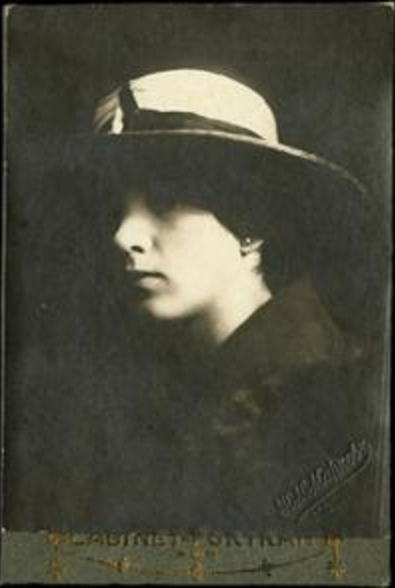
Aristokrat Agafja Aleksandrovna Tarielashvili.